# Генауэр, Эмили
Эмили Генауэр (19 июля 1911 — 23 августа 2002) — американская журналистка, художественный критик, работавшая в New York World, New York Herald Tribune и Newsday. В 1974 году получила Пулитцеровскую премию за критику (за критические произведения об искусстве и художниках).

## Биография
Эмили родилась на Статен-Айленде в 1911 году в семье владельца магазина деликатесов, который был скульптором-любителем. После обучения в Хантерском колледже и Высшей школе журналистики Колумбийского университета она начала работать в New York World, а в 1930-х годах стала критиком.
Вышла замуж за Фредерика Гаша, но сохранила свою девичью фамилию в графе «подпись».
Сыграла важную роль в знакомстве читателей с современными художниками, пропагандируя творчество Марка Шагала, Диего Риверы и Пабло Пикассо.
В 1949 году, во время Холодной войны, ушла из газеты (которая после слияния стала называться New York World-Telegram), когда президент World-Telegram Рой Уилсон Ховард пожаловался, что она продвигает левых художников. Генауэр присоединилась к New York Herald Tribune, где она была художественным критиком до 1967 года.
Эмили Генауэр завершила свою долгую карьеру журналистки  десятилетием работы в качестве обозревателя газеты «Newsday Syndicate».
Генауэр также написала книги: «The Best of Art» («Лучшее из искусства»), «Chagall at the Met» («Шагал в Метрополитен», 1956) и «Rufino Tamayo» «Руфино Тамайо».
С 1966 по 1970 год входила в состав Национального совета по гуманитарным наукам.
В 1974 году получила Пулитцеровскую премию за критику (за критические произведения об искусстве и художниках).
Получила стипендию Макдауэлла в 1981 году.